# Sonia Iovan
Sonia Iovan, született Inovan (Kolozsvár, 1935. szeptember 29. – 2024. szeptember 6.) kétszeres Európa-bajnoki ezüst-, kétszeres olimpiai és világbajnoki bronzérmes román szertornász, egyetemi tanár, edző. A román olimpiai válogatott többi tagjával együtt (Elena Leușteanu, Emilia Vătășoiu-Liță, Elena Săcălici, Uta Poreceanu, Elena Dobrowolski, Georgeta Hurmuzachi) 1956-ban Melbourne-ben megszerezte Románia első csapattal szerzett olimpiai érmét.
A román válogatott többi tagjával együtt az első olyan román tornász, aki világbajnokságon szerzett érmet 1958-ban Moszkvában.
Elena Leușteanuval együtt az első Európa-bajnokságon részt vevő és érmet szerző román tornász.

## Életpályája
Tizenöt éves korában kezdett tornázni Szabó Dénes irányítása mellett a Kolozsvári Kereskedelmi Akadémián, ahol középfokú tanulmányait folytatta. Ezek befejeztével, 1953-ban a bukaresti Testnevelési Intézetben (jelenleg Nemzeti Testnevelési és Sport Egyetem) kezdte meg felsőfokú tanulmányait. Bukarestben, tornaedzéseit a Știința sportklub tagjaként Nicolae Baiasu és Iosif Hindi irányításával végezte. 1954-ben vált a román válogatott tagjává, ahol edzői Caius Jianu, Maria Simionescu és Petre Dungaciu voltak.

### Felnőttként

#### Országos eredmények
1959 és 1964 között tizenhárom egyéni országos bajnoki címet nyert meg, ezek közül négyet egyéni összetettben, illetve gerendán, kettőt-kettőt felemás korláton és ugrásban, egyet pedig talajon. További hatot pedig a klubjával.

#### Nemzetközi eredmények
1958-ban egyéni összetettben a Románia-Ukrajna kétoldalú találkozón tizedik, 1959-ben a Német Demokratikus Köztársaság-Románián harmadik, a Német Demokratikus Köztársaság-Románia-Franciaország találkozón ötödik, az 1963-as Német Demokratikus Köztársaság-Románián pedig második helyen végzett.
A Bucharest Interantionalon 1959-ben egyéni összetettben hetedik helyezést ért el.
Románia Nemzetközi Bajnokságán 1960-ban talajon, 1961-ben egyéni összetettben, gerendán, felemás korláton és ugrásban, 1962-ben gerendán és talajon, 1963-ban egyéni összetettben, felemás korláton és gerendán, 1964-ben ugrásban és felemás korláton szerzett bajnoki címet.

##### Európa-bajnokság
Európa-bajnokságon háromszor vett részt, összesen öt érmet szerzve, amiből három bronz, kettő pedig ezüst.
Első szereplése 1957-ben volt a Bukarestben megrendezett első torna Európa-bajnokságon, ahol gerendán ezüst-, egyéni összetettben és ugrásban pedig bronzérmet nyert, így az ugyancsak dobogós Elena Leușteanuval együtt lettek Románia első torna Európa-bajnoki éremszerzői.
Az Európa-bajnokság következő kiadásán, 1959-ben Krakkóban gerendán újabb ezüstérmet, egyéni összetettben pedig újabb bronzot szerzett, felemás korláton pedig az ötödik helyet érte el.
1961-ben Lipcsében talajon a hetedik, egyéni összetettben pedig a nyolcadik helyen zárt.

##### Világbajnokság
Világbajnokságon kétszer vett részt, egy bronzérmet szerezve.
Először 1958-ban Moszkvában-ban, ahol a csapattal (Elena Petroșanu, Atanasia Ionescu, Elena Leușteanu, Emilia Vătășoiu-Liță, Elena Dobrowolski) szerezte meg Románia első torna-világbajnoki érmét, egy bronzot. Ezen kívül egyéni összetettben a huszonkettedik helyen végzett.
Másodszor 1962-ben Prágában, akkor a csapattal (Emilia Vătăşoiu-Liţă, Atanasia Ionescu, Elena Dobrowolski, Mariana Ilie, Ana Mărgineanu) kilencedik, egyéni összetettben pedig huszadik helyezést ért el.

##### Olimpiai játékok
Pályafutása során az olimpiai játékok három kiadásán is részt vett, összesen két bronzérmet szerezve.
Először az 1956. évi nyári olimpiai játékokon Melbourne-ben, ahol a csapattal (Elena Leușteanu, Emilia Vătăşoiu-Liţă, Elena Săcălici, Uta Poreceanu, Elena Dobrowolski, Georgeta Hurmuzachi) nyert bronzérmet, ezzel ő és csapattársai lettek Románia első olimpiai érmét megszerző tornászai csapatban. Ezen kívül ötödik volt kéziszeren, tizenegyedik gerendán, tizenharmadik lóugrásban, tizennegyedik egyéni összetettben, huszadik talajon és huszonkettedik felemás korláton.
Másodszor az 1960. évi nyári olimpiai játékokon Róma, ahol ismét bronzérmes lett a csapattal (Elena Leușteanu, Atanasia Ionescu, Emilia Vătăşoiu-Liţă, Elena Dobrowolski, Uta Poreceanu), ötödik egyéni összetettben és lóugrásban, illetve hatodik felemás korláton és talajon.
Harmadik alkalommal, az 1964. évi nyári olimpiai játékokon Tokióban a csapattal (Elena Leușteanu, Elena Ceampelea, Atanasia Ionescu, Emilia Vătăşoiu-Liţă, Cristina Dobosan) a hatodik, egyéni összetettben pedig a tizennegyedik helyig jutott.

### Visszavonulása után
Harmincéves korában, 1965-ben, egy utolsó országos bajnoki részvétel után vonult vissza.
1966 és 1967-ben edzőként tevékenykedett a Román Torna Szövetségnél.
Egyetemi tanulmányainak elvégzését követően, a Bukaresti Gazdaságtudományi Akadémián (Academia de Studii Economice) volt egyetemi tanár, utóbb pedig tanszékvezető a Testnevelési tanszéken, végül innen vonult nyugdíjba.
Paul Iovan sportújságíróval 1957-ben kötött házasságot, amely férje 1996-ban bekövetkezett haláláig tartott. Egy Paul nevű fiuk született.
1997-től tizenkét éven át egy Libanon Balamand nevű városában lévő magánegyetemen oktatott úszást, tornát és kosárlabdát. Majd Franciaországba telepedett le. 2007-ben rövid időre visszatért romániai lakhelyére Vádra, majd ismét Franciaországba távozott, ahol egy atlétikaedzőt megismerve, másodszor is férjhez ment és Bretagne-ban él.

## Díjak, kitüntetések
1966-ban Kiváló Sportolói címmel tüntették ki.